# Котяча м'ята гола
Котяча м'ята гола, котяча м'ята паннонська як Nepeta pannonica (Nepeta nuda) — вид рослин з родини глухокропивові (Lamiaceae), поширений у Євразії від Португалії до Сіньцзяну й Сибіру.

## Опис
Багаторічна рослина. Стебла прямостійні, 50–120 см заввишки, діаметром 3–5 мм, жорсткі. Черешок 0–10 мм; листова пластина довгасто-яйцеподібна або довгасто-еліптична до ланцетоподібної, 3.8–6.5 × 1.8–2.5 см, поверхня зверху зеленувата, знизу бліда, запушена; верхівка від тупого до гострого або загострена. Суцвіття численні, пахвові, багато квіткові. Чашечка трубчаста, 3–4 × 1–1.2 мм, запушена. Віночок пурпуровий, 5.5–8.5 мм, рідко запушений. Горішки коричневі, довгасті, приблизно 1.6 × 1.1 мм, рідко волосисті.

## Поширення
Поширений у Євразії від Португалії до Сіньцзяну й Сибіру.
В Україні вид зростає на лісових галявинах, у чагарниках, на схилах — майже на всій території, крім Карпат, але зростає в Закарпатті.